# خوسيه بيريز (لاعب كرة قدم)
خوسيه بيريز (بالإسبانية: José Pérez Ferrada)‏ هو مدرب كرة قدم ولاعب كرة قدم تشيلي في مركز الوسط، ولد في 1 سبتمبر 1985 في كونثبثيون في تشيلي. لعب مع أرتورو فرنانديز فيال وطوروس نيزا ونادي كيريتارو وهواتشيباتو ويونيون إسبانيولا.